# Creemos Colombia
Creemos Colombia, oficialmente Creemos Equipo Fico (Como salió en los tarjetones de las elecciones regionales de 2023) fue un movimiento político colombiano de ideología conservadora fundado en julio de 2015 por Federico Gutiérrez y distintos sectores culturales de Medellín originalmente con el nombre Movimiento Creemos o Grupo Significativo de Ciudadanos (G.S.C) Creemos.
El movimiento fue ideado con el fin de avalar y respaldar la candidatura a la Alcaldía de la ciudad de Medellín de Federico Gutiérrez, por fuera de los partidos tradicionales de Colombia y la polarización de la época. Según sus fundadores, el objetivo principal del movimiento fue llegar de manera cívica e independiente con el fin de combatir la ilegalidad, fomentar la educación y modernizar a la ciudad. El movimiento ha ganado en una ocasión las alcaldía de Medellín (con Federico Gutiérrez en 2016). Para las elecciones presidenciales de Colombia de 2022 avaló la candidatura de Federico Gutiérrez, junto a partidos políticos tradicionales como el Partido Conservador, el Partido de la U, el Partido MIRA, y el G.C.S País de Oportunidades la candidatura a la presidencia de Colombia. Tras obtener un poco más de 5 millones de votos y quedar relegado en un tercer puesto, su líder Federico Gutiérrez anunció que apoyaría y votaría por Rodolfo Hernández y Marelen Castillo para presidencia y vicepresidencia respectivamente en segunda vuelta.

## Resultados

### Elecciones regionales
|  | 35.81 % |

|  | 9.73 % |

|  | 73.86 % |

|  | 25.64 % |

|  | 19.38 % |

|  | 37.31 % |

|  | 14.75 % |

|  | 32.34 % |

|  | 11.27 % |

### Elecciones presidenciales
| Año  | Fórmula            | Fórmula              | Primera vuelta | Primera vuelta | Primera vuelta   | Segunda vuelta | Segunda vuelta | Segunda vuelta | Resultado | Nota         |
| Año  | Presidente         | Vicepresidente       | CI             | Votos          | %                | CI             | Votos          | %              | Resultado | Nota         |
| ---- | ------------------ | -------------------- | -------------- | -------------- | ---------------- | -------------- | -------------- | -------------- | --------- | ------------ |
| 2022 | Federico Gutiérrez | Rodrigo Lara Sánchez | 3.º            | 5,069,448      | \| \| 23.94 % \| |                |                |                | No Electo | [ 9 ] [ 10 ] |
|      | 23.94 %            |                      |                |                |                  |                |                |                |           |              |